# Boris Posławski
Boris Dmitrijewicz Posławski (ros. Бори́с Дми́триевич Посла́вский; ur. 23 lipca 1897, zm. 18 lipca 1951) – radziecki aktor filmowy. Zasłużony Artysta RFSRR (1935).
Pochowany na Cmentarzu Wagańkowskim w Moskwie.

## Wybrana filmografia
- 1932: Turbina 50 000 jako Skworcow
- 1935: Granica jako Nowik
- 1937: Wielki obywatel jako Jakow Sizow
- 1938: Wrogowie
- 1942: Sekretarz rejkomu
- 1944: Zoja jako Michaił Filin, nauczyciel Zoi
- 1947: Harry Smith odkrywa Amerykę jako Hardy